# 弗洛倫西奧·巴雷拉 (布宜諾斯艾利斯)

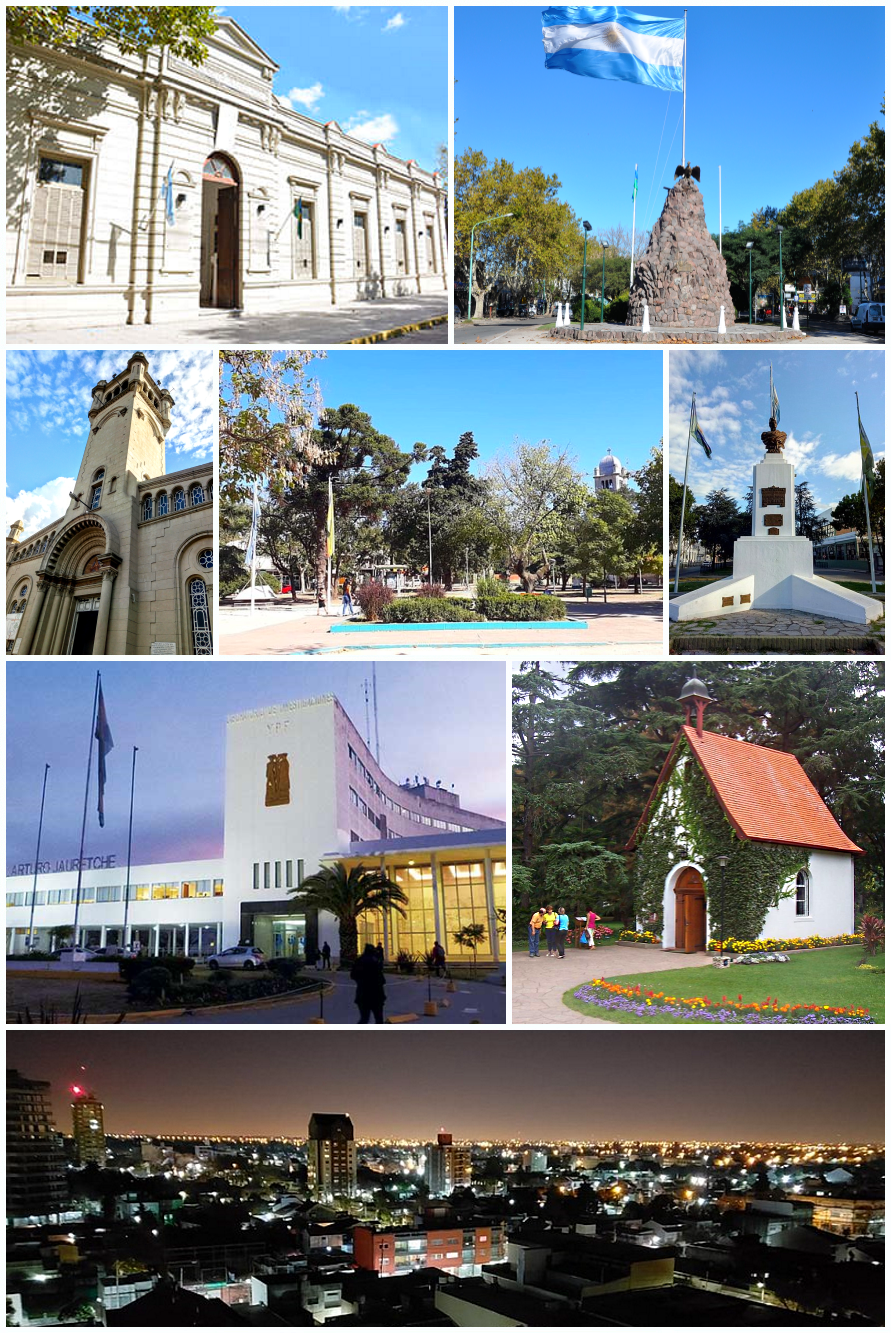
弗洛倫西奧·巴雷拉

弗洛倫西奧巴雷拉（Florencio Varela）是阿根廷的城市，位於該國東部，距離首府拉普拉塔38公里，由布宜諾斯艾利斯省負責管轄，海拔高度125米，2001年人口120,678。